# Classification des érables
Il existe plus de 100 espèces d'érables à travers le monde. Ces différentes espèces sont décomposées en 16 sections.

## SectionParviflora

### SérieParviflora
- Acer nipponicum

### SérieDistyla
- Acer distylum

### SérieCaudata
- Acer caudatum
  - Acer caudatum ssp multiserratum
  - Acer caudatum ssp ukurunduense
- Acer spicatum

## SectionPalmata

### SériePalmata
- Acer amoenum
  - Acer amoenum var. amoenum
  - Acer amoenum var. matsumurae
  - Acer amoenum var. nambunum
- A. ceriferum
- Acer circinatum
- Acer duplicatoserratum
- Acer japonicum
- Acer palmatum
- Acer pauciflorum
- Acer pseudosieboldianum
  - Acer pseudosieboldianum ssp pseudosieboldianum
  - Acer pseudosieboldianum ssp takesimense
- Acer pubipalmatum
- Acer robustum
- Acer shirasawanum
  - Acer shirasawanum var. tenuifolium
- Acer sieboldianum

### SérieSinensia
- Acer calcaratum
- Acer campbellii
  - Acer campbellii ssp chekiangense
  - Acer campbellii ssp flabellatum
  - Acer campbellii ssp sinense
  - Acer campbellii ssp sinense var. longilobum
  - Acer campbellii ssp wilsonii
- Acer chapense
- Acer confertifolium
- Acer elegantulum
- Acer erianthum
- Acer fenzelianum
- Acer kuomeii
- Acer kweilinense
- Acer lanpingense
- Acer linganense
- Acer mapienense
- Acer miaoshanicum
- Acer olivaceum
- Acer oliverianum
  - Acer oliverianum ssp formosanum
- Acer schneideridanum
- Acer shangszeense
- Acer sichourense
- Acer sunyiense
- Acer taipuense
- Acer tonkinense
  - Acer tonkinense ssp kwangsiense
  - Acer tonkinense ssp liquidambarifolium
- Acer tutcheri
- Acer wuyuanense
- Acer yaoshanicum

### SériePenninervia
- Acer cordatum
- Acer crassum
- Acer erythrantum
- Acer eucalyptoides
- Acer fabri
- Acer hainanense
- Acer kiukiangense
- Acer laevigatum
- Acer lucidum
- Acer oligocarpum
- Acer sino-oblongum
- Acer yinkunii

## SectionWardiana

### SérieWardiana
- Acer wardii

## SectionMacrantha

### SérieMacrantha
- Acer capillipes
- Acer caudatifolium
- Acer crataegifolium
- Acer davidii
  - Acer davidii ssp grosseri
- Acer laisuense
- Acer micranthum
- Acer morifolium
- Acer pectinatum
  - Acer pectinatum ssp forrestii
  - Acer pectinatum ssp laxiflorum
  - Acer pectinatum ssp maximowiczii
  - Acer pectinatum ssp taronense
- Acer pensylvanicum
- Acer rubescens
- Acer rufinerve
- Acer sikkimense
  - Acer sikkimense ssp metcalfii
- Acer tegmentosum
- Acer tschonoskii
  - Acer tschonoskii ssp koreanum

## SectionGlabra

### SérieGlabra
- Acer glabrum
  - Acer glabrum ssp diffusum
  - Acer glabrum ssp douglasii
  - Acer glabrum ssp neomexicanum
  - Acer glabrum ssp siskiyouense

### SérieArguta
- Acer acuminatum
- Acer argutum
- Acer barbinerve
- Acer stachyophyllum
  - Acer stachyophyllum ssp betulifolium

## SectionNegundo

### SérieNegundo
- Acer negundo
  - Acer negundo ssp californicum
  - Acer negundo ssp interius
  - Acer negundo ssp mexicanum

### SérieCissifolia
- Acer cissifolium
- Acer henryi

## SectionIndivisa
- Acer carpinifolium

## SectionAcer

### SérieAcer
- Acer caesium
  - Acer caesium ssp giraldii
- Acer heldreichii - Érable des Balkans
  - Acer heldreichii ssp trautvetteri - Érable de Trautvetter
- Acer pseudoplatanus - Érable Sycomore
- Acer velutinum - Érable-velours

### SérieMonspessulanumPojàrkova 1933
- Acer hyrcanum - Érable de la Caspienne
  - Acer hyrcanum ssp intermedium
  - Acer hyrcanum ssp keckianum
  - Acer hyrcanum ssp reginae-amaliae
  - Acer hyrcanum ssp sphaerocarpum
  - Acer hyrcanum ssp stevenii
  - Acer hyrcanum ssp tauricolum
- Acer monspessulanum
  - Acer monspessulanum ssp assyriacum
  - Acer monspessulanum ssp cinerascens
  - Acer monspessulanum ssp ibericum
  - Acer monspessulanum ssp microphyllum
  - Acer monspessulanum ssp oksalianum 
  - Acer monspessulanum ssp persicum
  - Acer monspessulanum ssp turcomanicum
- Acer obtusifolium
- Acer opalus
  - Acer opalus ssp hispanicum
  - Acer opalus ssp obtusatum
- Acer sempervirens

### SérieSaccharodendron
- Acer saccharum
  - Acer saccharum ssp floridanum
  - Acer saccharum ssp grandidentatum
  - Acer saccharum ssp leucoderme
  - Acer saccharum ssp nigrum
  - Acer saccharum ssp ozarkense
  - Acer saccharum ssp skutchii
  - Acer saccharum var. rugelii
  - Acer saccharum var.schneckii
  - Acer saccharum var. sinuosum

## SectionPentaphylla

### SériePentaphylla
- Acer pentaphyllum

### SérieTrifida
- Acer buergerianum
  - Acer buergerianum ssp formosanum
  - Acer buergerianum ssp ningpoense
- Acer coriaceifolium
- Acer discolor
- Acer fengii
- Acer oblongum
- Acer paxii
- Acer shihweii
- Acer sycopseoides
- Acer wangchii
- Acer wangchii
  - Acer  wangchii ssp tsinyunense
- Acer yuii

## SectionTrifoliata

### SérieGrisea
- Acer griseum
- Acer maximowiczianum
- Acer  triflorum

### SérieMandshurica
- Acer mandshurica
- Acer sutchuenense

## SectionLithocarpa

### SérieLithocarpa
- Acer diabolicum
- Acer leipoense
- Acer sinopurpurascens
- Acer sterculiaceum
  - Acer sterculiaceum ssp franchetii
  - Acer sterculiaceum ssp thomsonii

### SérieMacrophylla
- Acer macrophyllum

## SectionPlatanoidea
- Acer campestre
- Acer cappadocicum
  - Acer cappadocicum ssp divergens
  - Acer cappadocicum ssp lobelii
  - Acer cappadocicum ssp sinicum
  - Acer cappadocicum ssp sinicum var. tricaudatum
- Acer longipes
  - Acer longipes ssp amplum
  - Acer longipes ssp catalpifolium
  - Acer longipes ssp firmianioides
- Acer miyabei
  - Acer miyabei ssp miaotaiense
- Acer mono
  - Acer mono ssp okamotoanum
  - Acer mono f. ambiguum
  - Acer mono var. mayrii
- Acer nayongense
- Acer platanoides
  - Acer platanoides ssp turkestanicum
- Acer tenellum
- Acer tibetense
- Acer truncatum

## SectionPubescentia
- Acer pentapomicum
- Acer pilosum

## SectionGinnala
- Acer tataricum
  - Acer tataricum ssp aidzuense
  - Acer tataricum ssp ginnala
  - Acer tataricum ssp semenovii

## SectionRubra
- Acer pycnanthum
- Acer rubrum
- Acer saccharinum

## SectionHyptiocarpa
- Acer garrettii
- Acer laurinum

## Source
- Classification des érables selon Jong (1976)
- Classification établie par la Maple Society (2021)